# Мусино (Калужская область)
Мусино — деревня в Износковском районе Калужской области России. Входит в сельское поселение «Село Износки»

## География
Деревня находится в северной части Калужской области, в зоне хвойно-широколиственных лесов, в пределах южного склона Смоленско-Московской возвышенности. Рядом — Агафьино.

### Климат
Климат характеризуется как умеренно континентальный, с тёплым летом и умеренно холодной зимой. Среднегодовая многолетняя температура воздуха составляет 3,8 °C. Средняя температура воздуха самого тёплого месяца (июля) — 17,6 °C (абсолютный максимум — 38 °C); самого холодного (января) — −10 °C (абсолютный минимум — −43 °C). Среднегодовое количество атмосферных осадков составляет около 620 мм

## Топоним
Мусин — русская фамилия арабского происхождения, образована от арабского имени Муса

## История
Деревня Мусина в 1782-м году относилась к Морозовской волости Медынского уезда, а затем к Дороховской волости того же уезда.
На кладбище деревни первоначально был похоронен Герой Советского Союза С. Р. Суворов.

## Население
| 2002 | 2010 |
| ---- | ---- |
| 9    | ↗10  |